# Луши
Луши́ (кит. упр. 卢氏, пиньинь Lúshì) — уезд городского округа Саньмэнься провинции Хэнань (КНР).

## История
Уезд был образован при империи Хань в 113 году до н. э.
В 1949 году был образован Специальный район Шаньчжоу (陕州专区), и уезд вошёл в его состав. В 1952 году Специальный район Шаньчжоу был присоединён к Специальному району Лоян (洛阳专区). В 1969 году Специальный район Лоян был переименован в Округ Лоян (洛阳地区).
В 1986 году был расформирован округ Лоян, а вместо него образованы городские округа Лоян, Саньмэнься и Пиндиншань; уезд вошёл в состав городского округа Саньмэнься.

## Административное деление
Уезд делится на 9 посёлков и 10 волостей.

## Экономика
В горных районах Луши активно развивается ветряная энергетика. 